# Stiliger akkeshiensis
Stiliger akkeshiensis is een slakkensoort uit de familie van de Limapontiidae. De wetenschappelijke naam van de soort is voor het eerst geldig gepubliceerd in 1935 door Baba.